# Wölflinswil
Wölflinswil é uma comuna da Suíça, situada no distrito de Laufenburg, no cantão de Argóvia. Tem 9,51 km² de área e sua população em 2018 foi estimada em 1.048 habitantes.